# Charly Weinberg
Carlos Hugo Weinberg Galindo, más conocido como Charly Weinberg (Madrid, 26 de marzo de 1998), es un cantante y compositor español conocido por ser semifinalista en la primera edición del concurso La Voz Kids en el equipo de Malú, también es conocido por ser cantante en la discográfica Universal Music.
En 2017, vuelve a presentarse al concurso de La Voz, esta vez en la versión de adultos, quedándose en el equipo de Pablo López.

## Historia
Carlos pasó de las audiciones a ciegas cantando el tema de David Guetta y Sia "Titanium" uniéndose al equipo de Malú, fue superando todas las batallas hasta llegar a la semifinal donde perdió contra la cantante María Parrado. Poco después de acabar el programa Universal Music contacto con él y le dijo de firmar un contrato y empezaron a trabajar así con los temas "Saber", "Extraña Maldición" y "Mi Mundo Gris". En 2017, Carlos pasó de las audiciones a ciegas cantando el tema de Shawn Mendes "Treat you better" uniéndose al equipo de Pablo López. En 2020 formó el grupo Mantra con Carlos Marco y Paula Pérez.

## Filmografía
| Televisión    | Televisión           | Televisión                       | Televisión                                 | Televisión |
| Año           | Título               | Personaje                        | Notas                                      | Canal      |
| ------------- | -------------------- | -------------------------------- | ------------------------------------------ | ---------- |
| 2014          | La Voz Kids (España) | Concursante (Equipo Malú)        | Semifinalista                              | Telecinco  |
| 2015-presente | Yo Quisiera          | Él Mismo                         | Cameo Cantando sus Canciones (2 Capítulos) | Divinity   |
| 2017          | La Voz (España)      | Concursante (Equipo Pablo López) |                                            | Telecinco  |

## Discografía
| Sencillos | Sencillos           | Sencillos                                                | Sencillos |
| Año       | Canción             | Notas                                                    |           |
| --------- | ------------------- | -------------------------------------------------------- | --------- |
| 2014      | "Saber"             | Tema Compuesto por el artista                            |           |
|           | "Extraña Maldición" | Tema Compuesto por el artista                            |           |
| 2015      | "Mi Mundo Gris"     | Nueva canción hecha por el artista                       |           |
| 2017      | "La verdad"         | Tema Compuesto por el artista                            |           |
| 2017      | "Marioneta"         | Tema compuesto por el y estrenado en su canal de YouTube |           |
| 2018      | "Loco"              |                                                          |           |